# بورتو مانتوفانو
بورتو مانتوفانو (بالإيطالية: Porto Mantovano) هي كومونا إيطالية تقع في مقاطعة مانتوا في لومبارديا.